# Jens Møller-Jensen (designer)
 For alternative betydninger, se Jens Møller-Jensen (flertydig). (Se også artikler, som begynder med Jens Møller-Jensen)
Jens Møller-Jensen (født 10. januar 1938 i København, Danmark, død januar 2024) var en dansk designer.
Han er især kendt for Albertslundlygten, der blev skabt til en ny bydel i Albertslund, som hans far, arkitekten Viggo Møller-Jensen var med at skabe som leder af tegnestuen. Den fik i 1997 Albertslundprisen for og i 2000 Dansk Design Centers Klassikerpris.
Han blev uddannet som instrumentmager i 1955 og fortsatte efterfølgende på Kunstakademiets Arkitektskole, hvor han ti år senere blev den første kandidat i industrielt design. Han var også med til at produktudvikle kunstige nyrer, hjerteklapper og hofter foruden kirugiske instrumenter, samt skiltesystemer og udviklingen af IC3-toget. Han har herudover været designkonsulent for DSB (1972-1990) og Novo Nordisk (1989-1999). Han har modtaget ID-prisen tre gange og Knud V. Engelhardts Mindelegat én gang (1978).
Museum of Modern Art i New York har siden 1995 haft nogle af hans produkter udstillet.